# Radovene, Vrața
Radovene (în bulgară Радовене) este un sat în comuna Roman, regiunea Vrața,  Bulgaria. 

## Demografie
Componența etnică a satului Radovene
     Bulgari (75,18%)
     Romi (6,69%)
     Nicio identificare (18,11%)
     Altele (0%)
La recensământul din 2011, populația satului Radovene era de 403 locuitori. Din punct de vedere etnic, majoritatea locuitorilor (75,18%) erau bulgari, cu o minoritate de romi (6,69%). Pentru 18,11% din locuitori nu este cunoscută apartenența etnică.